# Буамер, Абделькадер
Абделькадер Буамер (араб. عبد القادر بوعام‎; род. 25 июля 1983 года, Будуау, Алжир) — алжирский парадзюдоист. Чемпион летних Паралимпийских игр 2024 года в Париже.

## Биография
5 сентября 2024 года принял участие на летних Паралимпийских играх 2024 в Париже в весовой категории до 60 кг (класс J1) и завоевал золотую медаль. В 1/8 финала победил тайца Витоона Конгсука, в четвертьфинале — бразильца Элиэлтона ди Оливейру, в полуфинале — индонезийца Джунаеди, в финале — иранца Мейсама Банитабу.

## Спортивные результаты
| Год  | Турнир                          | Место проведения | Категория    | Место |
| ---- | ------------------------------- | ---------------- | ------------ | ----- |
| 2024 | Летние Паралимпийские игры 2024 | Париж            | до 60 кг, J1 | 1     |
| 2025 | Чемпионат мира                  | Астана           | до 64 кг, J1 | 2     |